# Minitel

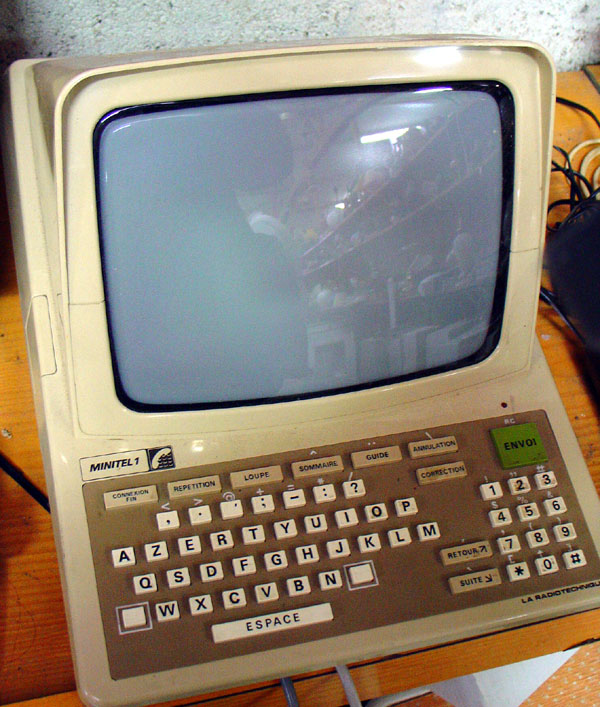
De minitel 1

Minitel was een Franse videotexdienst, een interactieve informatie- en communicatiedienst die gebruikmaakte van de telefoonlijn. Het systeem werd in 1977 geïntroduceerd door de Franse president Valéry Giscard d'Estaing maar zou pas vanaf 1982 zijn intrede doen in de Franse huiskamers.
Omdat de hardware, bestaande uit een terminal met toetsenbord, gratis werd geleverd bij een telefoonaansluiting werd deze Franse voorloper van het internet zeer populair. Minitel werd na de eerste experimenten in 1980, in 1982 gelanceerd door het Franse overheidsdienst van Postes, télégraphes et téléphones (post- en telecommunicatie). Het idee was dat dit goedkoper was dan het uitgeven van telefoonboeken. De interface kan vergeleken worden met teletekst. Gebruikers konden met het toestel gratis telefoonnummers opzoeken. De andere diensten waren betaaldiensten. Zo kon men met Minitel bijvoorbeeld ook bestellingen via postorder doen en treintickets reserveren.
Eind 1999 hadden 25 miljoen van de 60 miljoen Fransen toegang tot een Minitelapparaat. Ondanks de opkomst van het internet, werden er in 2009 maandelijks nog 10 miljoen verbindingen gemaakt met het netwerk.
In 2009 werd het systeem in Frankrijk nog door 2 miljoen mensen gebruikt, al werd het steeds meer verdrongen door het internet. Er bestond zelfs een ADSL-versie van Minitel.
In Nederland is de invoering van videotexdiensten (onder de naam Viditel, later Videotex Nederland) mislukt. In het Technologiemuseum in Delft staat nog een prototype van een PTT Telecom-terminal. In België probeerde Belgacom het toestel op de markt te brengen, maar het succes bleef uit.
France Télécom schakelde Minitel op 30 juni 2012 uit.